# Astrophanes andinus
Astrophanes andinus är en tvåvingeart som beskrevs av Brethes 1909. Astrophanes andinus ingår i släktet Astrophanes och familjen svävflugor. Inga underarter finns listade i Catalogue of Life.